# Sanballat
Sanballat (Hebreeuws: סַנְבַלָּט; afgeleid van het Akkadische Sīnuballit, Sin heeft gezond gemaakt) was stadhouder van de Perzische provincie Samaria in het midden van de vijfde eeuw v.Chr. De Elephantine-papyri bevatten smeekbrieven om te ondersteunen bij de herbouw van de tempel in Elephantine die aan zijn zonen Delaja en Selemja zijn gericht.
Sanballat komt ook voor in de Hebreeuwse Bijbel, waar in het boek Nehemia wordt verteld hoe Sanballat de herbouw van Jeruzalem probeerde te verhinderen. Sanballat werkte daarbij samen met de Ammoniet Tobia en Arabische koning Gesem, maar kon de herbouw uiteindelijk niet verhinderen. 
Volgens Flavius Josephus bouwde Sanballat III met goedkeuring en als dank aan Alexander de Grote voor zijn hulp bij de belegering van Tyrus, een tempel voor de Samaritanen op de berg Gerizim, die 128 v.Chr. door de Hasmoneeër Johannes Hyrkanus werd verwoest. Maar vermoedelijk was deze al gebouwd door Sanballat I.

## Zacharia
Er zijn theorieën dat de zakelijke banden tussen Sanballat en de afstammelingen van de hogepriester Jesua, vooral mijn diens kleinzoon, de toenmalige hogepriester Eljasib en met Jesuas achterkleinzoon die zijn zoon had laten trouwen met een dochter van Sanballat, de achtergrond vormen van het "visioen" van Jesua in een hemels gerechtshof tussen een engel van de Heer en Satan in Zacharia 3. Het verband tussen priesters die trouwden met Samaritaanse vrouwen en familie van Sanballat in Nehemia 13:28 en de "vuile kleren" van Jesua in Zacharia 3 werd voor het eerst gelegd door rabbi Papa (300-375) en in christelijke kringen door Hiëronymus (347-420). Het viel ook de middeleeuwse Joodse commentators David Kimchi, Rasji en Mozes ibn Ezra op, hoewel ibn Ezra het verband uiteindelijk verwierp.